# Санберг (Минесота)
Санберг (енгл. Sunburg) град је у америчкој савезној држави Минесота.

## Демографија
По попису из 2010. године број становника је 100, што је 10 (-9,1%) становника мање него 2000. године.
| Група             | 2000.        | 2010.      |
| Белци             | 110 (100,0%) | 99 (99,0%) |
| Афроамериканци    | 0 (0,0%)     | 0 (0,0%)   |
| Азијати           | 0 (0,0%)     | 0 (0,0%)   |
| Хиспаноамериканци | 0 (0,0%)     | 0 (0,0%)   |
| Укупно            | 110          | 100        |